# علم صقلية

علم إقليم صقلية

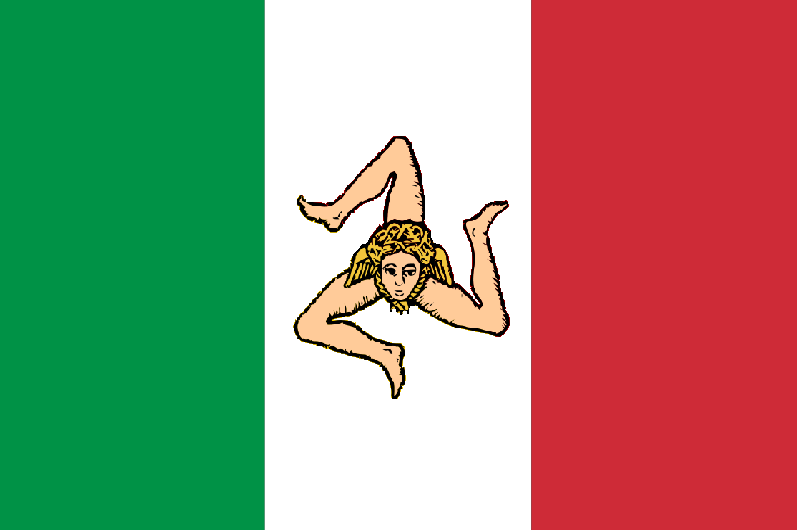
علم ثورة 1848 الصقلية.

علم مملكة صقلية.

ينظر إلى علم صقلية على أنه رمز إقليمي. اعتمد لأول مرة في 1282 بعد صلاة الغروب الصقلية في باليرمو. يتميز بوجود تريناكريا في منتصفه ورأس ميدوسا المجنح وثلاثة سنابل قمح. يفترض بالأرجل الثلاثة أن تمثل النقاط الثلاث لجزيرة صقلية نفسها.